# 열매 (영화)
《열매》(영어: Chai koi)는 2013년 개봉한 일본의 영화이다. 이와이 시마코의 소설 <차이코이>를 원작으로 제작되었다.

## 출연

### 주연
- 가와시마 나오미
- 이태강
- 키타가와 시오리